# دهه ۸۸۰ (پیش از میلاد)
دهه ۸۸۰ (پیش از میلاد) ۸۸مین دهه قبل از مبدا شروع تقویم میلادی است.